# Das Kabinett des Magiers
Das Kabinett des Magiers (Originaltitel The Prestige) ist ein Roman des britischen Autors Christopher Priest aus dem Jahr 1995, in Deutschland seit 2007 auch unter dem Titel Prestige – Meister der Magie erhältlich. Dieser neue Titel leitet sich von der Verfilmung des Stoffes durch den Regisseur Christopher Nolan ab.

## Handlung
Zwei Bühnenmagier kämpfen Ende des 19. Jahrhunderts im düsteren London um die Gunst des Publikums.
Der Einstieg in die Geschichte: Ein junger Mann, der sich auf der Suche nach seinem Lebensweg befindet und bisher nur weiß, was er nicht will, spürt immer deutlicher, dass er einen Zwillingsbruder haben muss. Alles, was er jedoch bisher in Erfahrung bringen konnte ist, dass er nie Geschwister hatte.
Ein Brief lockt ihn in ein altes Haus, das früher einem Magier namens Angier gehört hat. Dort trifft er auf die attraktive Enkelin Angiers. Nie vorher hat er deutlicher gespürt, einen Zwillingsbruder zu haben. Er bleibt, um das Rätsel zu lösen.

## Verfilmung
Der Roman wurde 2006 von Christopher Nolan unter dem eigentlichen Originaltitel The Prestige verfilmt. In der Rolle des Robert Angier ist Hugh Jackman zu sehen, während Christian Bale Alfred Borden verkörperte. In weiteren Nebenrollen sind Michael Caine, Scarlett Johansson, Andy Serkis und David Bowie zu sehen.
Das Drehbuch zu The Prestige nimmt den Roman von Christopher Priest nur als Grundlage.
Der Roman erzählt eine wesentlich andere Geschichte. Ein großer Unterschied ist, dass der Roman zwischen Gegenwart und Vergangenheit hin und her springt.

## Kritik
„Priests packendes und am Ende unglaublich gruseliges Buch ist eine geniale Mischung aus Krimi-, SF-, Horror- und Historiengeschichte, wobei es die größte Stärke des Romans ist, daß der Leser viele angedeutete Geheimnisse selbst enträtseln muß: So wird etwa erst zum Ende des Buches klar, was genau Bordens größtes Geheimnis und damit die Grundlage seines verblüffendsten Tricks ist.“

„Priest erzählt jeweils aus der Perspektive Bordens und Angiers, und während Angier den Transmissions-Effekt, um den sich hier alles dreht, mit Hilfe der zu jener Zeit aufkommenden Kraft der Elektrizität erzielt, scheint Borden eine Persönlichkeitsspaltung zu durchleben, die tatsächlich ein Abbild seiner selbst, seinen Prestigio, in die Welt setzt. Die sich widersprechenden Schilderungen derselben Ereignisse sind Dreh- und Angelpunkt des Romans und gleichzeitig seine größte Schwäche...“